# Martin Lorentzon
Sven Hans Martin Lorentzon, född 1 april 1969 i Åsenhöga församling, Jönköpings län, uppväxt i Borås, är en svensk IT-entreprenör och medgrundare till  Tradedoubler och Spotify. Han har suttit i styrelsen för  Telia Company.

## Biografi
Lorentzon tog 1997 en civilingenjörsexamen i Väg- och vattenbyggnad på Chalmers tekniska högskola.
1999 grundade Lorentzon och Felix Hagnö marknadsföringsföretaget Tradedoubler som år 2001 vann priset Guldmusen för "Årets IT-rookie". I samband med att Tradedoubler börsintroducerades 2005 sålde Lorentzon och Hagnö sina aktier.
Delar av vinsten från försäljningen av Tradedoubler använde Lorentzon till att 2006 starta musiktjänsten Spotify tillsammans med Daniel Ek.
2013 utsågs Lorentzon till medlem i TeliaSoneras styrelse.
Lorentzon sponsrar Kodboken, som i sin tur erbjuder gratis lektioner inom programmering.
Under 2013 debatterades Lorentzons skatteupplägg i media. Han bemötte kritiken genom att hävda att det är svårt att locka riskkapital till hans idéer i Sverige, liksom att peka på de skatter han och hans bolag betalar i Sverige.
2016 riktade Lorentzon och Daniel Ek kritik mot svenska politiker och svensk näringspolitik i ett öppet brev. Bland annat hävdade de att man i Sverige prioriterade den traditionella industrin före de snabbväxande teknikbolagen, och att detta var ett hot mot Spotifys fortsatta hemvist och bas i Sverige.
Lorentzon var värd i Sommar i P1 den 1 augusti 2020.
Aktiespararna listade honom som Sveriges tredje rikaste person 2025 med en förmögenhet på 115 miljarder kronor.

## Utmärkelser
- 2013 – utsedd till medlem i Prins Daniels Fellowship[19]
- 2014 – utsedd till Årets Svensk i Världen 2014[20]
- 2015 – utsedd till hedersdoktor vid Chalmers tekniska högskola[21]
- 2015 – tilldelad  Svenska Dagbladets företagarutmärkelse "Affärsbragden"[22]
- 2016 – invald Ledamot av Kungl. Ingenjörsvetenskapsakademien, IVA, under avdelningen för Utbildning och forskning.[23]
- 2020 –  H.M. Konungens medalj i guld av 12:e storleken för förtjänstfulla insatser inom musikindustrin.[24]
- 2021 – Gustaf Dalénmedaljen tillsammans med Ludvig Strigeus med motiveringen "Etablerandet och utvecklingen av företaget Spotify och dess tjänster är en förtjänstfull insats på global nivå. En produkt med enorm slagkraft och en företagskonstruktion med global positionering och konkurrenskraft."[25]